# Tipula (Lunatipula) caudatula
Tipula (Lunatipula) caudatula is een tweevleugelige uit de familie langpootmuggen (Tipulidae). De soort komt voor in het Palearctisch gebied.